# Skid Row (Los Angeles)
Pour les articles homonymes, voir Skid Row.
Skid Row, officiellement Central City East, est un quartier défavorisé au centre de Los Angeles.

## Géographie

### Toponymie
Le terme de Skid Row dérive de la pratique de l'industrie du bois de construire un chemin de bûches sur lequel on fait glisser les autres bûches : les bûcherons avec les mains vides peuvent descendre les réceptionner sans effort.
Dès les années 1930, il sert à désigner les quartiers fréquentés par les bûcherons, où l'on trouve généralement de nombreux bars et maisons closes. Par extension, le terme commence à être utilisé pour désigner les lieux où se regroupent les personnes qui n'ont pas d'argent ni de travail, devenant un terme générique nord-américain pour désigner les rues défavorisées d'une ville.

### Situation et topographie
Le quartier occupe cinquante pâtés de maisons, soit 2,97 miles2, juste au sud du centre de la ville de Los Angeles. Il est délimité par Third Street au Nord, Seventh Street au Sud, Alameda Street à l'Est et Main Street à l'Ouest.

## Histoire

### Origines du quartier: Hobo Corner
En 1876, Los Angeles devient le terminus de la ligne de train traversant le pays. La River Station (en), plus tard remplacée par le parc historique d'État de Los Angeles, est à l'Est du centre-ville. En 1888, l'Arcade Depot (en) ouvre ses portes à l'intersection de Fourth Street et d'Alameda Street.
Des milliers d'hommes pauvres, pour beaucoup, des vétérans de la guerre de Sécession, arrivent par train à Los Angeles. Ils tendent à s'installer dans des hôtels près des deux gares, notamment l'hôtel Lowe's sur Los Angeles Street, et des bars et maisons closes ouvrent à proximité. Un bar connu des environs est l'Original Mug Saloon sur Main Street.
Dans les années 1880, l'intersection de First Street et Los Angeles Street vient à être connue sous le nom de Hobo Corner (« carrefour des clochards »). L'opinion populaire veut que les arrivants sans-abri aient fait leur choix en raison de la météo clémente de la ville et des nombreuses liaisons en train.
Au début du vingtième siècle, un journaliste estime que le quartier est le plus dangereux de l'Ouest à l'exception de la Côte barbare (en) de San Francisco. Le policier Jack Lennen est considéré par le Los Angeles Time comme le « monarque de Hobo Corner », arrêtant des personnes à tour de bras. Or, les hommes arrêtés sont généralement envoyés en prison pour la nuit puis relâchés dans le quartier, et la ville ne prend aucune action pour assainir le quartier, estimant que les sans-abri méritent leur sort. En l'absence d'aide gouvernementale, ce sont les associations religieuses et caritatives qui prennent le relais : l'Union Rescue Mission, la Midnight Mission et l'Armée du salut s'y installent. Au 105 North Los Angeles Street, l'Armée régulière de Dieu ouvre une pension dans un sous-sol ; elle est rapidement fermée après des plaintes de commerçants locaux qui ne veulent pas de mendiants devant leurs magasins pendant les horaires d'ouverture.

### Déplacement de Hobo Corner vers Skid Row
En 1902, Pacific Electric Railway ouvre un nouveau terminus de train dans le quartier. En 1906, des lampadaires sont installés et des campagnes de déplacement des sans-abri sont mises en place. Certains habitants de Hobo Corner déménagent dans la Californie de l'Est et le Nevada pour participer à la ruée vers l'or.
Entre cette date et 1920, les sans-abri se déplacent plus à l'Est, plus près de l'Arcade Depot (en), dans ce qui deviendra le quartier de Skid Row.

### Après-guerre
En juin 1947, le Los Angeles Police Department dirigé par Clemence B. Horrall arrête plus de 350 sans-abri. L'assistant de Horrall Joseph Reed affirme que plus de la moitié des crimes de la ville sont commis dans ce quartier et qu'aucun vol à main armée n'a lieu dans la semaine qui suit les arrestations.
Dans les années 1950, la ville de Los Angeles cherche à réhabiliter le quartier en démolissant les bâtiments insalubres aux frais des propriétaires,. Le responsable du logement de la ville Gilbert Morris affirme que les services sociaux fournis gratuitement à Skid Row coûtent plus de cinq millions de dollars par an, alors que la moyenne de la ville est de 110 000 dollars par mille carré.
En juillet 1960, 87 % de la zone est « assainie », généralement par des démolitions, les normes de salubrité de plus en plus lourdes impliquant des coûts de remise en état trop élevés. Le nombre de logements passe de 15 000 à 7 500 en 1970 : cette perte de la moitié des logements à bas prix met de nombreux habitants à la rue.

### Zone de concentration des sans-abri
En 1976, la ville de Los Angeles regroupe ses services aux personnes sans-abri dans le quartier de Skid Row, appliquant une politique de « concentrer et maintenir les populations sans-abri dans la zone de Skid Row ». La population du quartier grandit à nouveau en raison de l'arrivée de nombreux vétérans de la guerre du Vietnam qui ont besoin des services fournis dans les environs. C'est à cette époque que la population de Skid Row, jusque-là plutôt âgée et blanche, se transforme pour une population plus jeune et d'origines variées.
En février 1987, Daryl Gates, avec le soutien du maire Tom Bradley, annonce une vague d'arrestations des personnes sans-abri de Skid Row menées par la police et les pompiers en vertu d'une loi contre le vagabondage. Le plan est rapidement abandonné en raison de l'opposition de défenseurs des sans-abri. En mai de la même année, cependant, Gates annonce la reprise du plan, et le procureur James Hahn répond qu'il refuse de juger les personnes arrêtées dans ce cadre : « Je ne jugerai tout simplement pas des personnes parce qu'elles sont pauvres, défavorisées, et qu'elles n'ont nulle part où dormir tant que je n'ai pas la conviction qu'elles ont une alternative viable au fait de dormir dans la rue. ». Le conseiller municipal Zev Yaroslavsky (en) propose quelques jours plus tard la mise en pause du plan tant que tous les résidents de Skid Row n'ont pas une offre de logement adéquate. Le conseil refuse d'abord sa proposition, puis entend la méthodologie prévue par la police de Los Angeles et ordonne l'annulation du plan.

### XXIe siècle

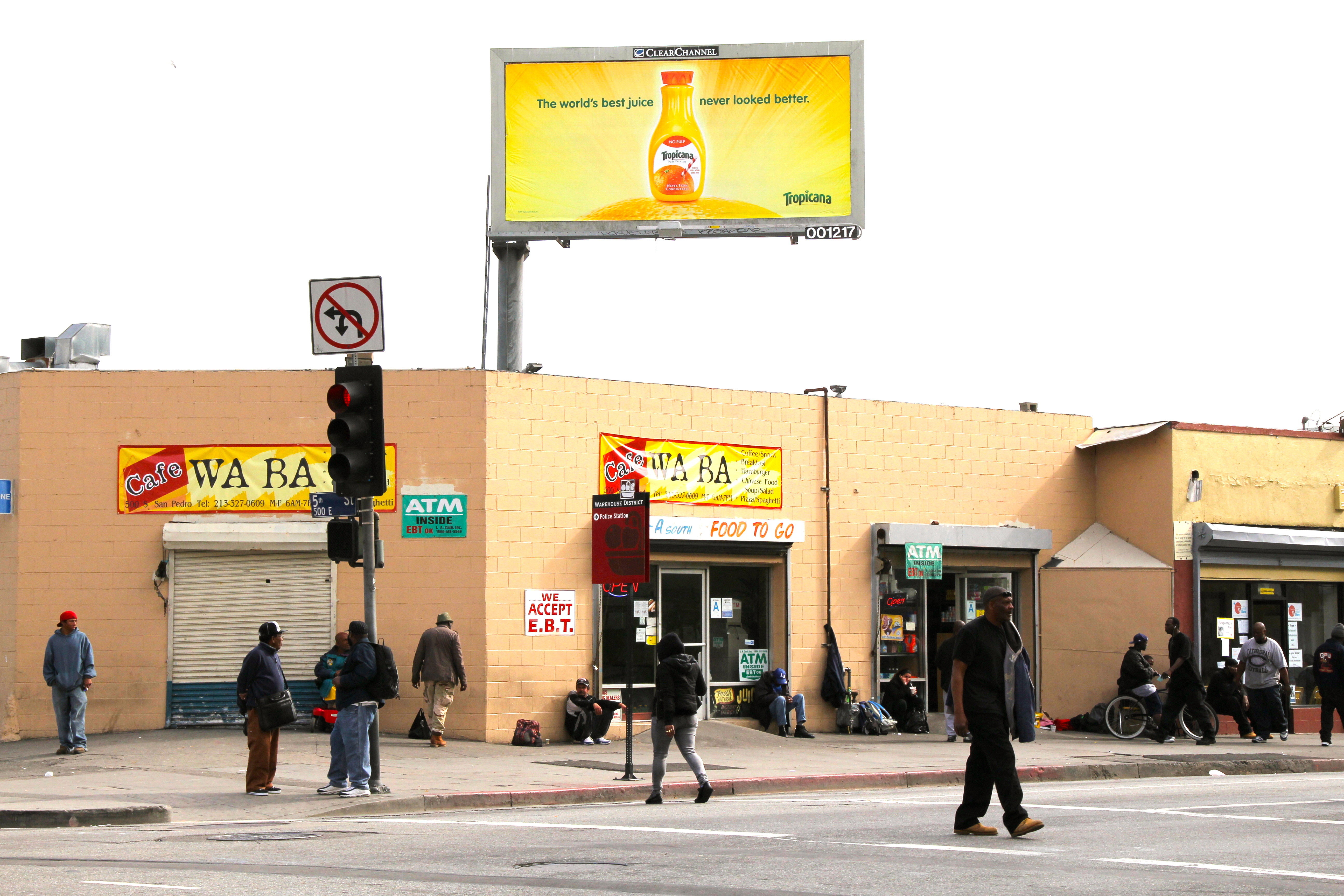
Intersection de San Pedro Street et East Fifth Street en 2011.

Dans les années 2000, Skid Row a la plus haute concentration de personnes sans-abri des États-Unis. Des hôtels et commissariats de banlieues proches de Los Angeles sont accusés en 2005 de se débarrasser de personnes sans-abri en les abandonnant dans le quartier, ce qui pousse Antonio Villaraigosa à lancer une commission d'enquête en septembre 2005. Sur cent cinquante cas identifiés, cinquante sont étudiés par la commission. Début 2007, un seul hôpital, Kaiser Permanente, est en procès ; en l'absence de lois claires, il est accusé de séquestration. Le sénateur d'État Gil Cedillo (en) fait passer une loi contre le « patient dumping » en février 2007. Huit autres hôpitaux sont accusés entre 2013 et 2019.
En 2002, le chef de la police William Bratton annonce un nouveau plan d'application agressive de la loi anti-vagabondage, similaire à celui de 1987. En avril 2006, la Cour d'appel des États-Unis pour le neuvième circuit donne raison à l'Union américaine pour les libertés civiles dans un procès l'opposant à la ville de Los Angeles au nom de six personnes arrêtées,. La cour annonce que la police de Los Angeles ne peut pas arrêter des personnes si elles se contentent de s'asseoir, de s'allonger ou de dormir sur des trottoirs publics. La ville de Los Angeles et l'Union américaine pour les libertés civiles s'accordent dans un premier temps sur une nouvelle réglementation autorisant le fait de dormir dehors à plus de dix pieds de toute entrée de bâtiment entre 21 heures et 6 heures et demie du matin. Le 20 septembre 2006, le conseil municipal rejette le plan à la demande des entreprises locales et le 3 octobre 2006, plusieurs personnes sans-abri sont à nouveau arrêtées pendant la nuit,. Le 10 octobre 2006, la ville accepte le jugement d'avril sans faire appel, acceptant tacitement le nouveau règlement. La même année, le LAPD commence l'initiative Safer Cities (en), un renforcement strict de la présence policière pendant 68 semaines consistant à arrêter toute personne brisant la loi, même de façon minime comme en traversant la rue hors des passages piétons ou en jetant des détritus sur la route,. Le programme s'inspire de l'hypothèse de la vitre brisée en arrêtant les petits délits pour décourager les crimes plus sérieux. Le LAPD affirme avoir vu une réduction de 46 % du taux de criminalité en quatre ans et de 34 % des décès,. Une étude indépendante suggère qu'en parallèle, le taux de sans-abri a augmenté en raison des nombreuses incarcérations les empêchant d'accéder à un logement stable,.
En 2012, le juge Craig Mitchell fonde un club de course à pied dans le quartier afin d'améliorer le quotidien des habitants : policiers, personnes sans-abri et anciens prisonniers s'y côtoient. Le documentaire Skid Row Marathon est consacré à ce club.

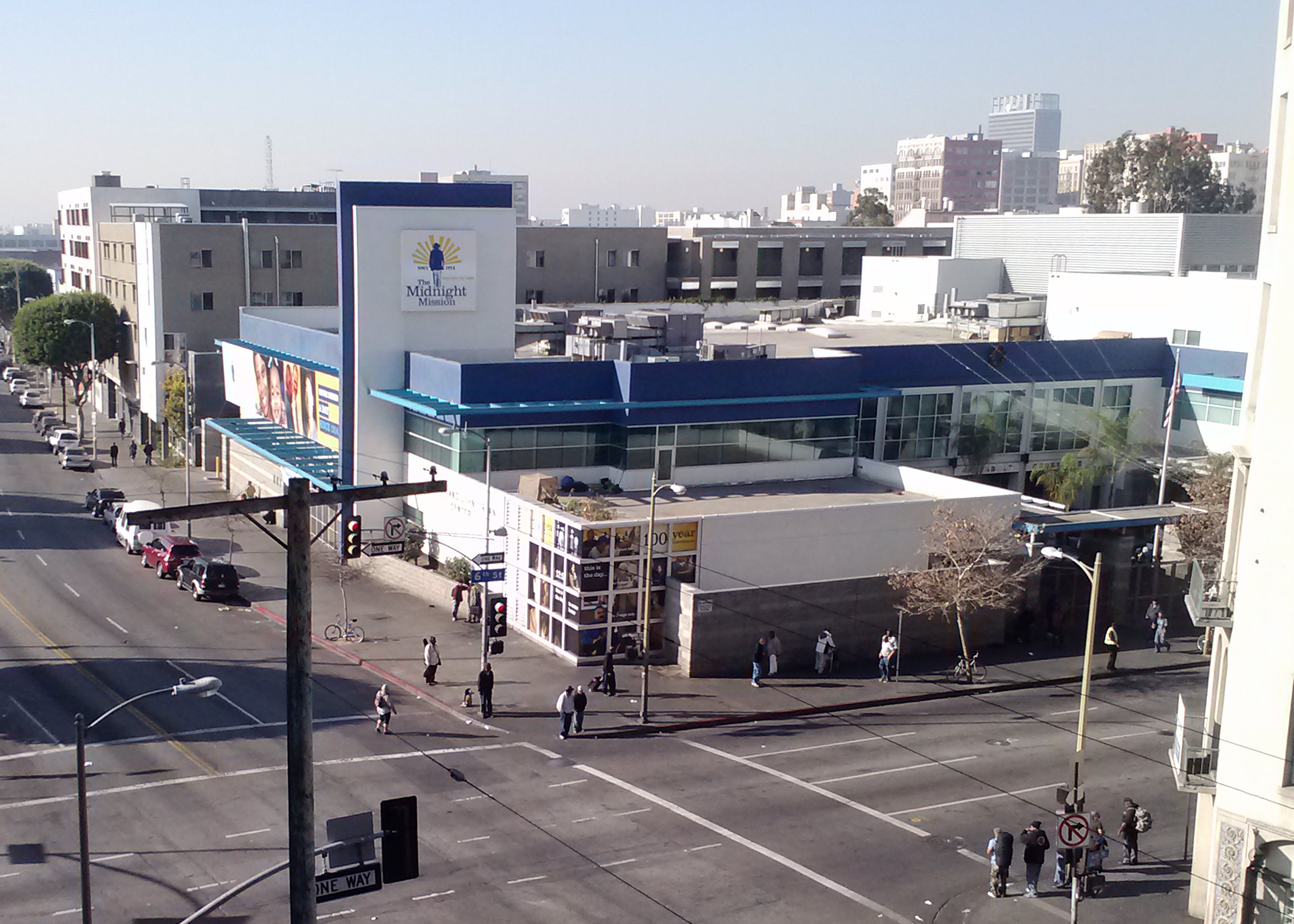
Midnight Mission dans le quartier de Skid Row en 2014.

En mai 2019, la ville de Los Angeles annule une règle limitant la quantité de possessions autorisées pour chaque personne sans-abri à 60 gallons, soit un peu moins d'un mètre cube. Elle continue à se débarrasser des encombrants et des meubles, mais conserve tout le reste 90 jours après saisie. Cette décision est critiquée pour ses conséquences sur la propreté du quartier et sur la santé publique et quelques mois plus tard, Skid Row est touchée d'une épidémie de fièvre typhoïde.

## Démographie

### Population
En 1990, le gouvernement annonce recenser les personnes sans-abri de la ville de Los Angeles, mais limitent les observations à Skid Row. Le premier recensement visuel des personnes sans-abri de l'ensemble du comté est effectué en 2015 par 5 500 bénévoles.
En 2019, on compte 4 757 habitants du quartier logés. On estime que le quartier abrite également 4 200 à 8 000 personnes sans-abri, un des nombres les plus élevés de sans-abri aux États-Unis (en). En 2020, 4 662 personnes sans domicile fixe sont comptées dans le quartier dont 2 093 dorment dehors. Le nombre total d'habitants du quartier est de plus de 10 000 en 2019.

### Criminalité
Entre 2006 et 2008, dans les deux premières années de l'initiative Safer Cities (en), on dénombre 18 000 arrestations et 24 000 amendes pour des délits sans violence, soit 69 fois plus, proportionnellement à la population, que le reste de la ville.
En 2008, les crimes commis dans Skid Row représentent 58,96 % de ceux commis dans l'ensemble du centre-ville de Los Angeles.

## Infrastructures

### Services publics
Le Los Angeles Fire Department a une station dans Skid Row et une voisine de Skid Row. En juin 2006, le Los Angeles Times rapporte que l'inscription historique Skid Row sur les véhicules de pompiers doit être remplacée par le nom officiel du quartier, Central City East. La population locale et les pompiers s'y opposent.
Un centre de santé publique géré par le comté de Los Angeles s'y trouve.
Les services pour personnes sans domicile fixe de Los Angeles sont concentrés dans Skid Row, qu'ils soient publics ou privés.

### Transports en commun
10 lignes de bus tenues par le comté desservent le quartier.

### Rues et bâtiments
Dans les années 2010, le quartier est essentiellement composé d'hôtels à occupant unique (en), de foyers et de services sociaux pour personnes sans-abri. Star Apartments (en) est un complexe résidentiel ouvert en octobre 2012 pour les personnes sans-abri.

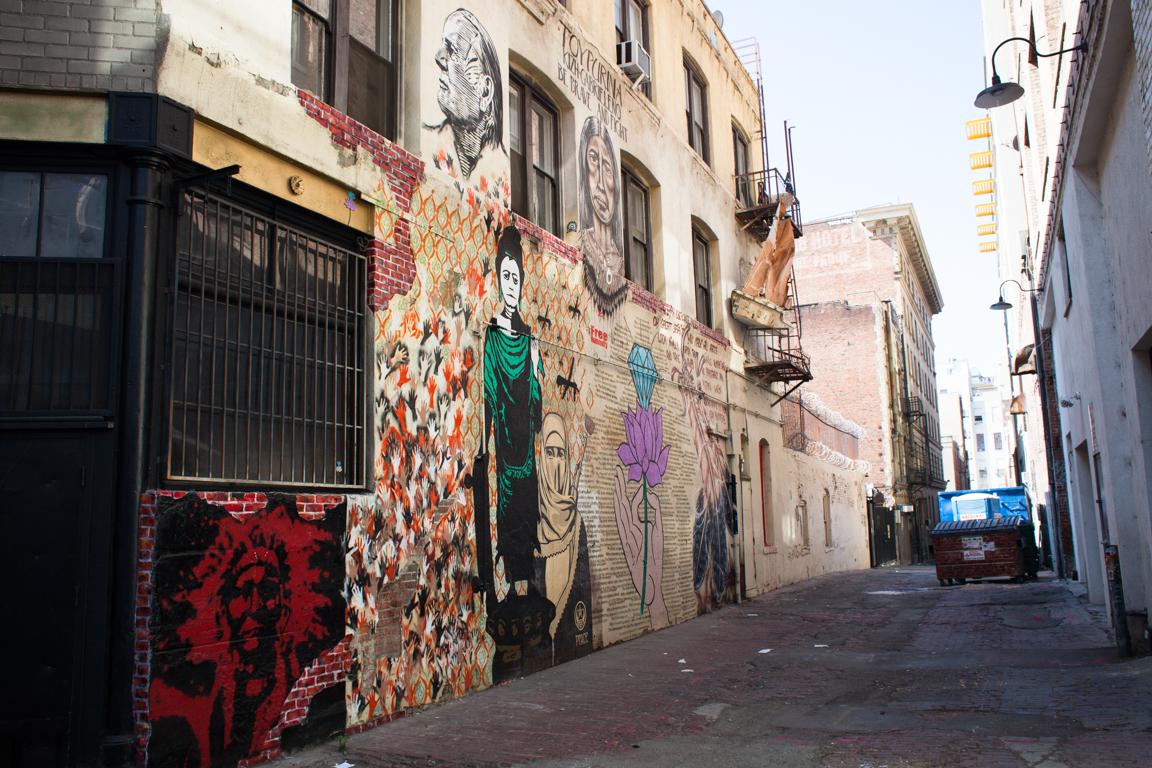
Indian Alley en 2013.

L'Indian Alley (en) est un nom informel donné à une allée qui héberge de nombreux autochtones d'Amérique entre les années 1970 et 1990.

## Culture

### Culture locale
Le festival des arts de Skid Row est inauguré en 2009.
La Skid Row City Limits Mural (en), la peinture murale à l'entrée du quartier, est effectuée par des bénévoles en 2014.
Le lieu est utilisé pour le tournage de L'Arnaque, Starsky et Hutch, Baretta et Quincy. Il sert également de lieu de tournage pour les clips de Michael Jackson Beat It et The Way You Make Me Feel, ainsi que pour le clip de Where the Streets Have No Name du groupe U2.

### Dans la culture
Lost Angels: Skid Row Is My Home est un documentaire d'Agi Orsi (en) suivant huit personnes sans-abri, dont un athlète olympique et un diplômé de Harvard, qui vivent à Skid Row. Le film dénonce les abus policiers et la criminalisation du vagabondage dans la ville,.
James Ferraro sort en 2015 un album intitulé Skid Row inspiré du quartier.

## Personnalités notables
- George Takei y grandit avec sa famille[49]
- Danny Harris y vit après sa suspension pour dopage[50]
- Nathaniel Ayers y vit après la mort de sa mère[51]
- Johnnie Ray y commence sa carrière[52]
- Lil Peep (Gustav Elijah Åhr) y déménage pour commencer sa carrière

### Citations en anglais
1. ↑  « the monarch of Hobo Corner »
2. ↑  « policy of concentrating and containing the homeless in the Skid Row area »
3. ↑  « I simply will not prosecute people for being poor, underprivileged and unable to find a place to sleep until I'm convinced that a viable alternative to sleeping on the streets exists »